# Ian Affleck
Pour les articles homonymes, voir Affleck.
Ian Keith Affleck, né le 2 juillet 1952 à Vancouver et mort le 4 octobre 2024, est un un enseignant et physicien canadien spécialisé en physique de la matière condensée, professeur au Département de physique et d'astronomie de l'Université de la Colombie-Britannique à Vancouver. Il est membre étranger élu de la Royal Society de la Grande-Bretagne depuis 2010 et associé étranger élu de l'Académie des sciences de la France depuis 2015.

## Biographie

### Formation et carrière scientifique
Ian Affleck est diplômé en physique et mathématiques à l'Université Trent,. Il obtient à l'université Harvard sa maîtrise en 1976 et son doctorat en 1979. Il est ensuite chercheur à Harvard de 1979 à 1981, professeur assistant à l'université de Princeton de 1981 à 1987. Il fait en 1984-1985 un stage de chercheur au Centre d'études nucléaires de Saclay.
En 1987, il devient professeur à l'Université de la Colombie-Britannique, et de 2001 à 2003, il est également professeur à l'université de Boston aux États-Unis. En 2003, il reçoit le titre de University Killam Professor de l'Université de la Colombie-Britannique.
Il est théoricien de la physique de la matière condensée concernant les matériaux au zéro absolu, plus précisément les Solitons  topologiques. En 1985, il développe, avec Michael Dine (en), une théorie sur l'asymétrie des quantités de matière et d'antimatière pendant la Baryogénèse, peu après le Big Bang : le mécanisme Affleck-Dine.
Spécialiste de la théorie conforme des champs, y compris la théorie des cordes, il applique ces théories à différents sujets physiques : magnétisme quantique, antiferromagnétisme, supraconductivité, et plus récemment les calculateurs quantiques et le graphène.
Il est l'auteur ou co-auteur d'environ 200 publications scientifiques.
Depuis 2010, il est membre étranger élu de la Royal Society de la Grande-Bretagne et, depuis 2015, associé étranger élu de l'Académie des sciences de la France.
Ian Affleck meurt le 4 octobre 2024 à l'âge de 72 ans.